# Johann Daniel Schöpflin
Johann Daniel Schöpflin (Sulzburg, 1694. szeptember 6. – Strasbourg, 1771. augusztus 7.) elzászi történetíró és régiségbúvár.

## Élete
Bázelban és Strasbourgban végezte tanulmányait, azután a strasbourgi egyetemen tanár lett és beutazta a nyugat- és dél-európai országokat. 1740-ben XV. Lajos udvari történetírónak nevezte ki. Schöpflin alapította a mannheimi és brüsszeli tudományos akadémiákat. Könyvtárát és kéziratait Strasbourg városára hagyta, de ezek a városnak bombáztatásakor 1870. augusztus 24-én elégtek.

## Nevezetesebb munkái
- Alsatia illustrata (2 kötet, 1751-1761)
- Alsatia diplomata (az előbbi folytatása, hagyatékából kiadta Lamey, 2 kötet, 1772-75)
- Historia Zao-Badensis (7 kötet, Karlsruhe 1763-66)